# Нарва (станція)
Нарва (ест. Narva raudteejaam) — залізнична станція в Нарві, Естонія на лінії Таллінн — Нарва. Знаходиться на відстані 132 км від Тапа та 209,6 км від Таллінна. Станція обслуговує міжміські та міжнародні пасажирські та вантажні поїзди.
На станції розташовано два перони завдовжки 400 м, 40 стрілочних переказів та 25 залізничних колій, з яких сім здатних приймати поїзди завдовжки до 1500 м.

## Рух поїздів станцією
Через станцію проходять лінії рейсових поїздів Таллінн — Нарва, Таллінн — Санкт-Петербург і Таллінн — Москва.

## Галерея

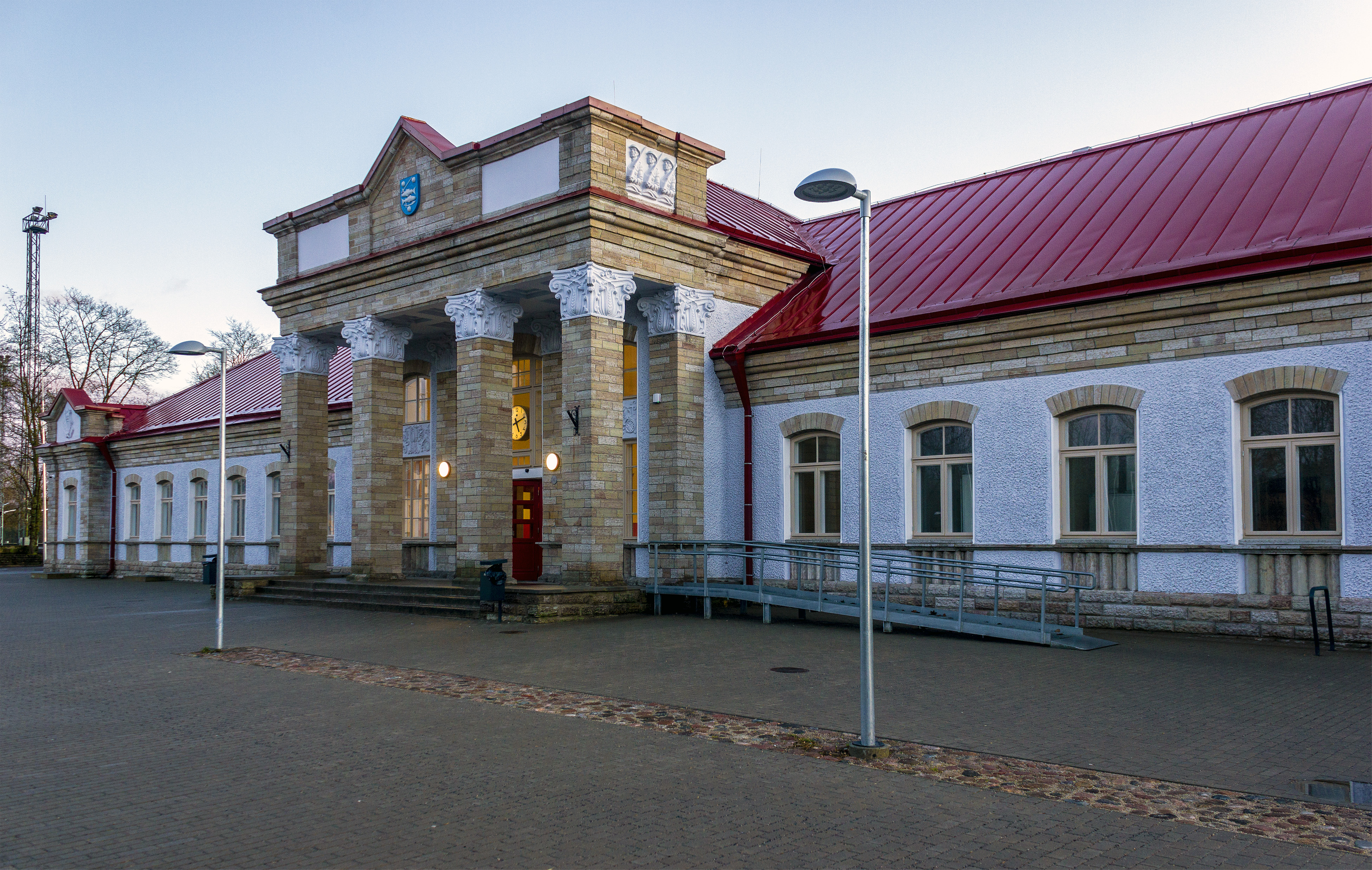
Залізничний вокзал.
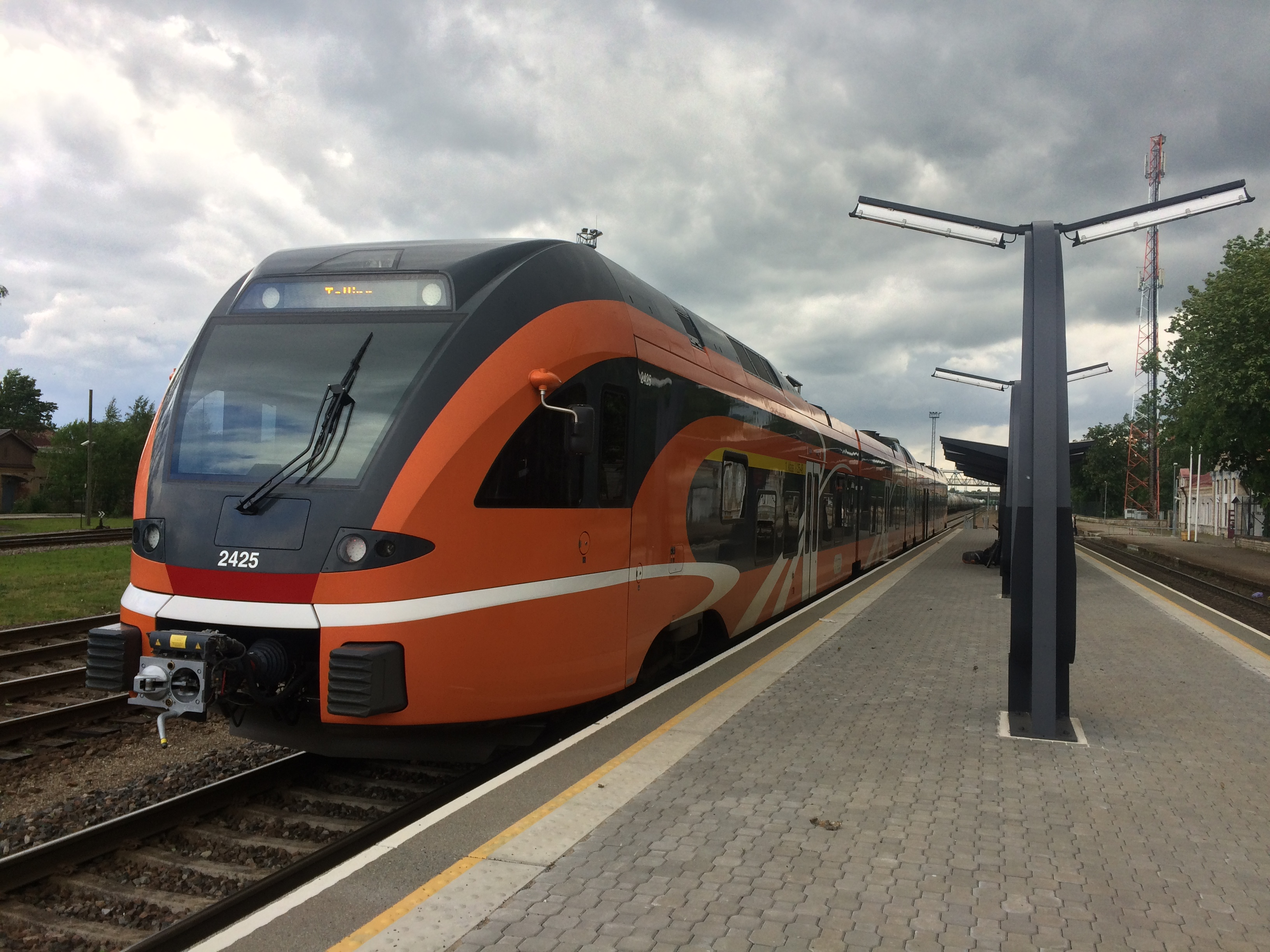
Пасажирський поїзд Stadler FLIRT компанії оператора Elron на платформі станції.